# Saint-Mamet-la-Salvetat
 Saint-Mamet-la-Salvetat  es una población y comuna francesa, situada en la región de Auvernia, departamento de Cantal, en el distrito de Aurillac y cantón de Salers.

## Demografía
| 1244 | 1153 | 1200 | 1236 | 1327 | 1321 |
| Para los censos de 1962 a 1999 la población legal corresponde a la población sin duplicidades (Fuente: INSEE [Consultar]) |      |      |      |      |      |